# Gruppo astronauti NASDA 4
Il Gruppo astronauti NASDA 4 è formato da tre astronauti che la NASDA, sostituita nel 2003 dalla JAXA, selezionò nel 1999. 

## Lista degli astronauti
- Satoshi Furukawa

Sojuz TMA-02M, Ingegnere di volo
Expedition 28/29, Ingegnere di volo
SpaceX Crew-7, Specialista di missione
Expedition 69/70, Ingegnere di volo
- Akihiko Hoshide

STS-124
Sojuz TMA-05M, Ingegnere di volo
Expedition 32/33, Ingegnere di volo
SpaceX Crew-2, Specialista di missione
Expedition 65, Comandante
Expedition 66, Ingegnere di volo
- Naoko Yamazaki

STS-131, Specialista di missione